# 송경섭 (축구인)
송경섭(宋京燮, 1971년 2월 25일 ~ )은 대한민국의 전 축구 선수이자 축구 지도자이다.

## 축구인 생활
단국대학교를 졸업하고 1994년 드래프트 10순위로 대우 로얄즈에 입단하였으며, 1996년 수원 삼성 블루윙즈 창단 멤버로 이적해서 활동한 후 태국에서 선수활동을 하다가 1999년에 선수 경력을 일찍 마감했다. 그 후 1999년 최연소로 아시아축구연맹(AFC) 지도자 강습회에 참가하며 지도자 경력을 시작하였다.
이후 2000년부터 2015년까지 15년간 대한축구협회 전임 지도자로 활동하였다.
2016년 10월 중에 2017 AFC 챔피언스리그 대회 참가를 위해 전남 드래곤즈의 감독직에 취임하였다. 이유는 그가 갖고 있었던 P급 지도자 자격 때문인데, 이 과정에서 제주 감독으로 부임한 김인수와 함께 바지 감독 논란이 일기도 하였다. 그 결과, 전남은 리그에서 5위를 기록하여 ACL 진출에 실패하고 말았다. 2016 시즌 후 계약 만료로 전남을 떠났다.
2017년 새로 신설된 강원 FC의 전력강화부장으로 부임하였으며, 11월 2일 강원 FC의 감독으로 부임하였다. 2018년 8월 12일 전북전 포함 3연패를 당한 후 강원과 계약을 해지하고 김병수 전력강화부장에게 감독 자리를 넘겼다.
이후 축구 U-17 청소년 대표팀 감독으로 자리를 옮겼다.

## 지도자 경력사항
- 2001~02: U-13 대표팀 코치
- 2002~12: U-16, U-17 및 U-22 대표팀 코치
- 2013~15: KFA 지도자 전임 강사 겸 유소년 전임 지도자
- 2015: FC 서울 코치
- 2016: 전남 드래곤즈 감독
- 2017: 강원 FC 전력강화부장
- 2017.11~2018.8: 강원 FC 감독
- 2019~현재 : U-15 대표팀 감독

## 가족 관계
- 배우자: 조선희

## 참고 자료
- 강원FC 감독 송경섭, 세상에 나온 재야의 고수